# 개혁지지 무당파 의원단
개혁지지 무당파 의원단(폴란드어: Bezpartyjny Blok Wspierania Reform; BBWR 베스파르티이니 블로크 브스피에라니아 레포름[*])은 폴란드 제3공화국의 정치단체다. 명목상 비정당기구였지만 사실상 정당이었다.
전간기의 정부협조 무당파 의원단(독재자 유제프 피우수트스키를 지지하기 위한 명목상 비정당기구)의 사례를 그대로 본따서 대통령 레흐 바웬사를 전적으로 지원하기 위한 목적으로 만들어졌다. 약자도 BBWR로 정부협조 무당파 의원단과 동일하다. 1994년 선거에서 패배한 바웬사는 피우수트스키의 예를 거론하면서 “만약 독재를 도입해야 하고 민중들이 내게 그 역할을 맡도록 강요하는 때가 온다면, 나는 거부해서는 안 될 것이다”라는 발언을 했다.
1997년 연대선거행동(AWS)으로 통합되었다.

## 같이 보기
- 정부협조 무당파 의원단